# Nakacsi Mai
Nakacsi Mai (中地 舞; Hepburn: Nakachi Mai) (Csiba prefektúra, 1980. december 16. –) japán válogatott labdarúgó.

## Klub
1997 és 2010 között a Nippon TV Beleza csapatában játszott. 187 bajnoki mérkőzésen lépett pályára. 2010-ben vonult vissza.

## Nemzeti válogatott
1997-ben debütált a japán válogatottban. A japán válogatott tagjaként részt vett az 1999-es és a 2003-as világbajnokságon. A japán válogatottban 30 mérkőzést játszott.

## Statisztika
| Japán válogatott | Japán válogatott | Japán válogatott |
| Időszak          | Mérk.            | gól              |
| ---------------- | ---------------- | ---------------- |
| 1997             | 2                | 0                |
| 1998             | 5                | 0                |
| 1999             | 3                | 0                |
| 2000             | 1                | 0                |
| 2001             | 8                | 0                |
| 2002             | 5                | 0                |
| 2003             | 5                | 0                |
| 2004             | 0                | 0                |
| 2005             | 0                | 0                |
| 2006             | 0                | 0                |
| 2007             | 0                | 0                |
| 2008             | 1                | 0                |
| Összesen         | 30               | 0                |

## Sikerei, díjai
Japán válogatott
- Ázsia-kupa:  Ezüst; 2001,  Bronz; 1997

Klub
- Japán bajnokság: 2000, 2001, 2002, 2005, 2006, 2007, 2008, 2010

Egyéni
- Az év Japán csapatában: 2000, 2001, 2003, 2006